# Société Suisse des Explosifs
Die Société Suisse des Explosifs SA (SSE Group) ist ein schweizerisches Chemie- und Pharmaunternehmen mit Hauptsitz in Brig-Glis. Sie zählt zu den international führenden Herstellern von zivilen Sprengstoffen und ist in den Bereichen Feinchemie und Pyrotechnik tätig.

## Vorgeschichte
Um sein 1866 erfundenes Dynamit erstmals im harten Gestein des Tunnelbaus anwenden zu können, kaufte Alfred Nobel 1873 die stillgelegte Papierfabrik in Isleten und baute sie in eine Sprengstofffabrik unter den Namen AG der Schweizerischen Dynamit- und Produktenfabrik um. Das dort hergestellte Dynamit diente insbesondere für den Bau des Gotthard-Eisenbahntunnels. Die Sprengstofffabrik Isleten wurde in die 1875 in Paris gegründete Holding Société Générale pour la Fabrication de la Dynamite integriert. Während des Ersten Weltkriegs zog sich der Nobel-Konzern aus der Schweiz zurück. Isleten wurde 1916 von der 1899 in Jussy gegründeten Schweizerischen Sprengstoff AG Cheddite (SSC) mit den beiden Standorten Liestal und Isleten übernommen.

## Geschichte

SSE Gamsen, Flugaufnahme von Walter Mittelholzer am 12. Juli 1918

Die Société Suisse des Explosifs wurde 1894 durch Pietro Ronchetti und Xaver Bender mit einem Aktienkapital von 200.000 Franken und Sitz in Brig gegründet, um den Bedarf an Sprengstoff für den Durchstich des Simplontunnels zu decken. Das Gesuch für den Bau einer Dynamitfabrik in Gamsen bei Brig am Ausgang des Nanztals wurde von der Regierung des Kantons Wallis bewilligt. Bender leitete gleichzeitig die Société Francaise des Explosifs, Paris, die sich verpflichtet hatte, das technische Fachpersonal aus ihren Fabriken Cugny und Paulilles an die SSE abzutreten sowie Ersatzprodukte zu liefern, falls Gamsen mit der Dynamitproduktion in Verzug kommen sollte.
Die erste Industrieanlage im Oberwallis begann am 20. Juli 1895 mit der Dynamitproduktion. Die SSE hatte anfänglich finanzielle und technische Schwierigkeiten. Die damaligen Transportvorschriften für Dynamit verteuerten das Produkt massiv. Für den anfänglichen Strassentransport über den Simplonpass auf die Baustelle in Iselle musste dort ein grosser Pferdepark bereitstehen. Die Fabrik war mit den Lieferungen für die Grossbaustelle Simplon gut ausgelastet. 1903 arbeiteten 25 Männer und 18 Frauen in der Fabrik.
Die Dynamitlieferungen an die Mineure des neuen Eisenbahntunnels (1898–1905) nach Italien hatten das Unternehmen über die Kantonsgrenzen hinaus bekannt. Für die weitere Entwicklung der SSE waren der Bau der Lötschbergbahn (1906–1913) und der zweiten Simplontunnelröhre (1912–1921) ausschlaggebend. Der Konkurrenzkampf führte zur Entwicklung handhabungssicherer und für den Transport geeigneterer Sprengstoffe. Die Dynamit Nobel AG liess 1906 ihren Gelatinesprengstoff «Telsit» patentieren und bald darauf die SSE ihren «Gamsit» (und später den «Simplonit»). Die Westfalit AG in Urdorf war mit ihrem «Westfalit» unterlegen.
Der unter dem Namen «Gamsit» hergestellte Sprengstoff bestand aus einer Mischung von Ammonsalpeter, Nitroglycerin, Binitrotoluol und Kollodiumwolle. Für den Tunnelbau hatte diese Mischung den Vorteil, erst etwa bei minus 14 Grad zu gefrieren. Für militärische Zwecke wurde anstelle von Binitrotoluol das sogenannte flüssige Trinitrotoluol verwendet, was zu einer verstärkten Detonationsfähigkeit und Brisanz führte.

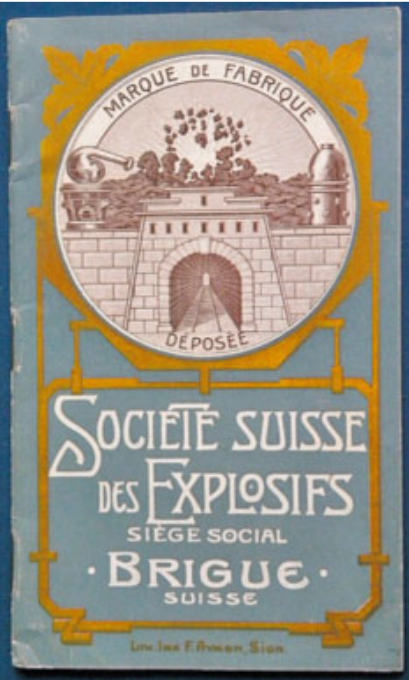
Marque de Fabrik SSE

Während des Ersten Weltkrieges musste der Betrieb in Gamsen geschlossen werden. 1920 wurde zwischen der SSE Gamsen und der SSC Liestal-Isleten eine Vereinbarung (Sprengkonvention) geschlossen, um eine ruinöse Preisunterbietung zu verhindern. Der SSE gelang es 1924 als erste in der Schweiz eine ungefrierbare Sprenggelatine auf den Markt zu bringen, bei der das Nitroglyzerin teilweise durch Dinitroglycol ersetzt wurde. 1927 wurde vom österreichischen Chemiker Arnold Schmid (1903–1930) in Gamsen eine Versuchsanlage zur kontinuierlichen Herstellung von Nitroglyzerin aufgebaut, die ab 1929 weiterentwickelt und in mehr als zehn Staaten eingeführt wurde.
Während des Zweiten Weltkriegs wurden in Gamsen hauptsächlich von Frauen Munition für die Schweizer Armee hergestellt. Im Rahmen des Plan Wahlen wurden auf der grossen Wiese neben dem Werk von den Familien der Werksangehörigen Hausgärten angelegt.
Die 1960 gegründete EFTA und der damit verbundene Zollabbau ermöglichten der SSE die geschäftliche Stagnation zu überwinden und neue Geschäftsfelder zu eröffnen.
Die SSE begann 1970 ihre Produktepalette auf die Feinchemie auszuweiten. Zur Lizenzherstellung und Vermarktung von wassergelatinierten Sprengstoffen (TOVEX) wurde 1980 die Tovex SA gegründet. Mit der Gründung der Valsynthese SA erfolgte 1983 der Einstieg in den Pharmabereich gemeinsam mit dem französischen Pharmaunternehmen UPSA. 1995 ging die Valsynthese vollständig im Besitz der SSE über.
1971 kaufte die Pariser Sociéte Centrale des Dynamites ihre Aktien zurück und damit erlosch die Bindung zur Pariser Zentrale.
Das Oberwalliser Unternehmen konnte sich mit Produkten wie Pentaerythritoltetranitrat (Nitropenta oder PETN), Semtex und «Detonex»-Sprengschnüren, die sowohl im zivilen als auch im militärischen Bereich verwendet werden, auch auf dem internationalen Sprengstoffmarkt behaupten. Die SSE wurde von der Raumfahrtbehörde CNES als Lieferant für das europäische Raumfahrtprojekt Ariane zertifiziert und stellt die «Detonex»-Sprengschnur zur Öffnung des Kapselkopfes her.
Mit einer  Beteiligung an der Norab AB und der Viking AS (heute SSE Norge AS) konnte 1995 der Markt auf die skandinavischen Länder ausgeweitet werden. 1998 wurden die Sprengstoffrechte von der Schweizerischen Cheddite AG Isleten übernommen. Die Gründung der Explosiv Service SA 2001 als Gemeinschaftsunternehmen mit der Gasser Felstechnik AG diente dem Ausbau des sprengtechnischen Service. 2014 ging sie vollständig in den Besitz der SSE über.
Die Übernahme des Schweizer Unternehmens SW Blasting AG erfolgte 2007 und 2008 wurde die Explotec Swiss SA zusammen mit Tessiner Partnern gegründet. In den Jahren 2012 bis 2014 wurden die Aktivitäten im Bereich der Azidchemie und Phosgenierung ausgeweitet. Im Sprengstoffbereich wurden 2013 die Geschäftseinheiten der EPC Deutschland Sprengstoffe GmbH in Deutschland, Polen, Rumänien und der Tschechischen Republik übernommen.
Durch Übernahme und Gründung der Hamberger Swiss Pyrotechnics AG erfolgte 2013 eine Diversifikation in den Bereich der Pyrotechnischen Produkte. Im Jahre 2015 begannen die Tätigkeiten in Mazedonien sowie eine weitere Expansion in Europa durch Akquisitionen von Orica Germany GmbH in Deutschland, Polen, Tschechien und Slowakei. Im gleichen Jahr erfolgte die Gründung einer Holding unter dem Namen SSE Holding SA.

## Sprengstoffproduktion
Die Sprengstoffproduktion der SSE findet an geschützter Lage im unbewohnten Nanztal statt und ist aus Sicherheitsgründen auf rund 100 Gebäude verteilt. Fertigprodukte wurden in einem Felsstollen gelagert. Die SSE verfügt über selbst entwickelte Mischladefahrzeuge Typ «Morse» (Module de Repompage et de Sensibilisation d’Emulsion). Mit diesen wird der Sprengstoff direkt vor Ort im Tunnel hergestellt, in dem zuvorderst im Schlauch die Komponenten mittels eines statischen Mischers zu einem Emulsionssprengstoff zusammengefügt und in die Bohrlöcher gepumpt werden. Die SSE war beim Bau der NEAT involviert und ist am Bau der meisten Schweizer Autobahntunnels der letzten Jahre als Lieferant für Sprengmittel beteiligt.

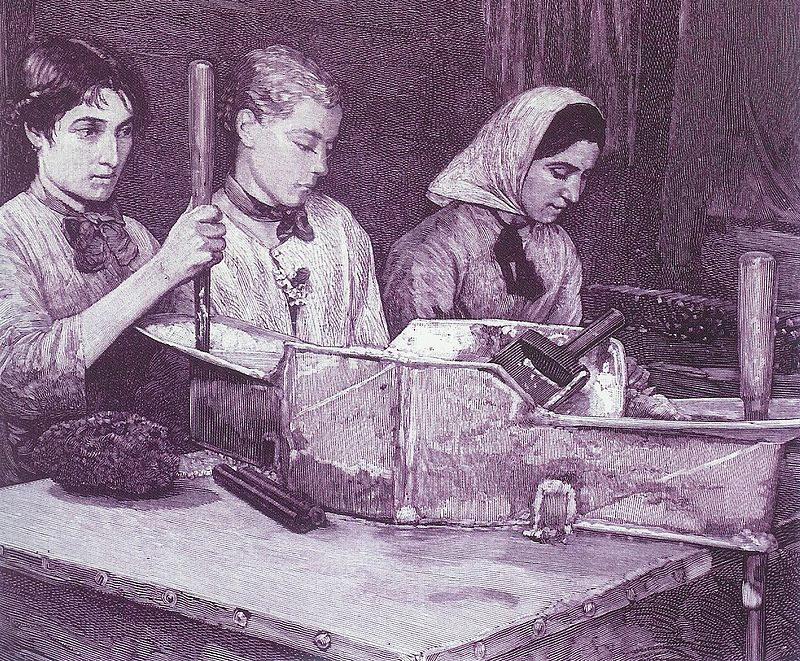
Handmischen von Kieselgur und Nitroglyzerin, Isleten 1880
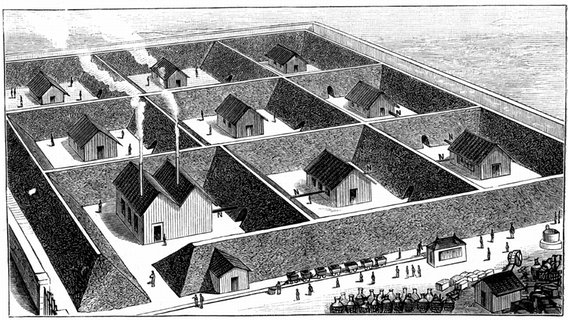
Dynamitfabrik von Erdwällen umgeben, mit losen Dächern, Italien 1888
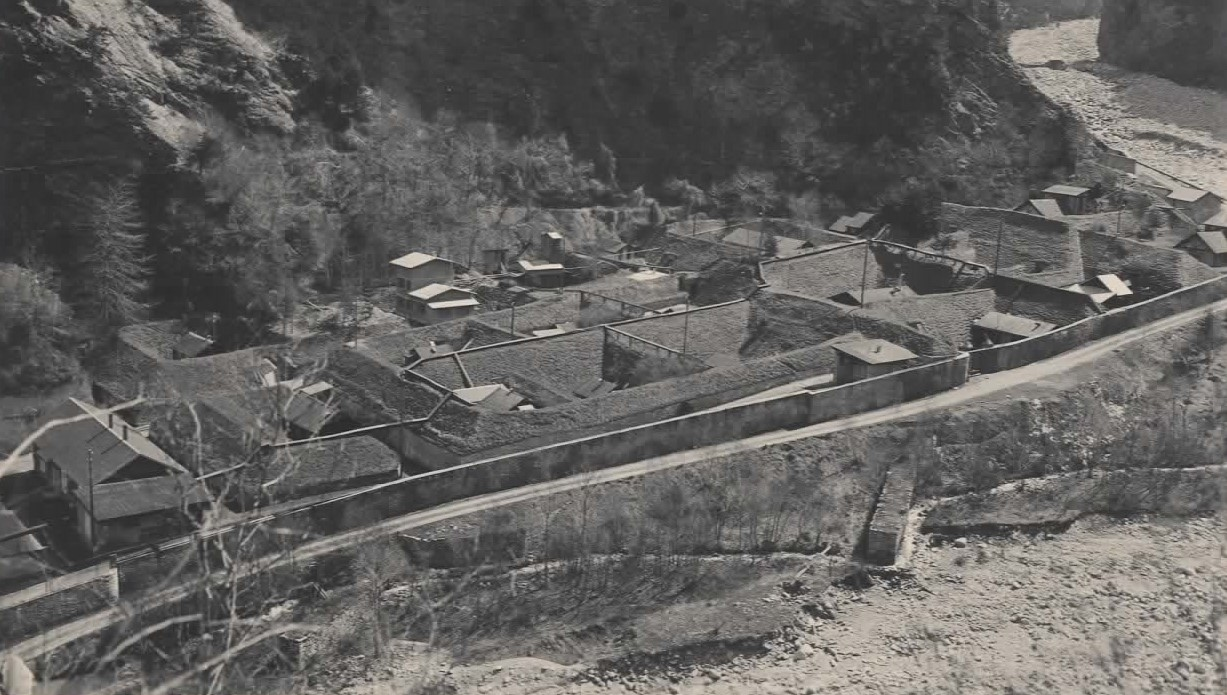
SSE Fabrikgelände im Nanztal
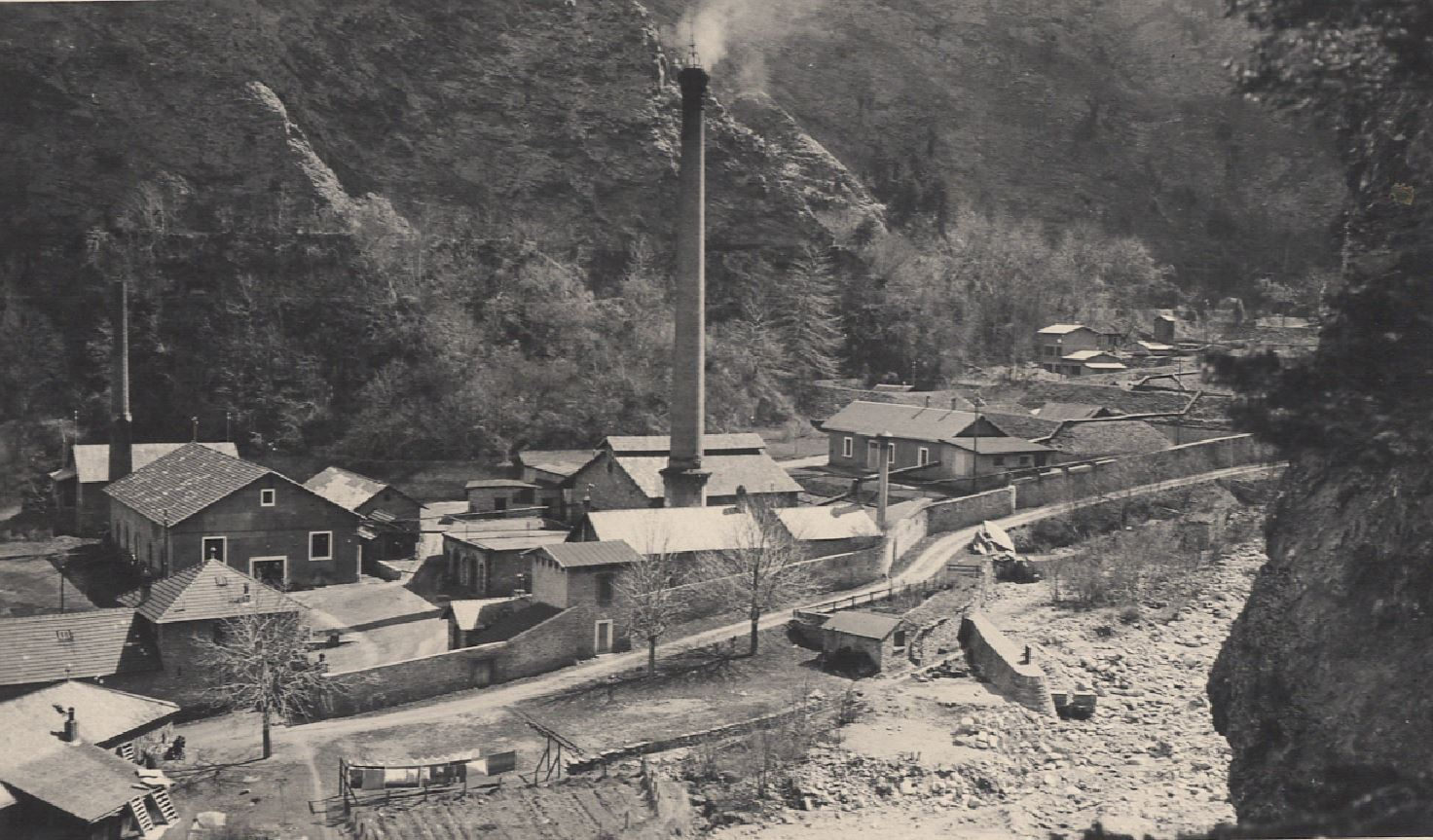
SSE Labor und Heizanlage